# Bludov v Čechách
Bludov (deutsch Bludau) ist eine Gemeinde in Tschechien. Sie liegt 15 Kilometer südwestlich von Čáslav und gehört zum Okres Kutná Hora.

## Geographie
Bludov befindet sich in der Talmulde des Bludoský potok auf einer Waldlichtung in der Böhmisch-Mährischen Höhe. Nördlich liegt der Stauweiher Katlov.
Nachbarorte sind Katlov und Mladá Zhoř im Norden, Zhoř im Nordosten, Petrovice I im Osten, Víckovice im Südosten, Třebětín im Süden, Řeplice im Südwesten, Radvančice und Zbraslavice im Westen sowie Zdeslavice im Nordwesten.

## Geschichte
Bludov wurde im Jahre 1550 erstmals urkundlich erwähnt.
Nach der Aufhebung der Patrimonialherrschaften wurde Bludov 1850 zu einer selbständigen Gemeinde im Bezirk Kuttenberg. Im Jahre 1929 erfolgte die Elektrifizierung des Dorfes. Bludov wurde 1950 nach Zhoř eingemeindet und wurde 1961 mit diesem zusammen zum Ortsteil von Červené Janovice. Bludov erlangte am 24. November 1990 seine Selbständigkeit zurück und ist eine der kleinsten Gemeinden Tschechiens.

## Gemeindegliederung
Für die Gemeinde Bludov sind keine Ortsteile ausgewiesen.

## Sehenswürdigkeiten

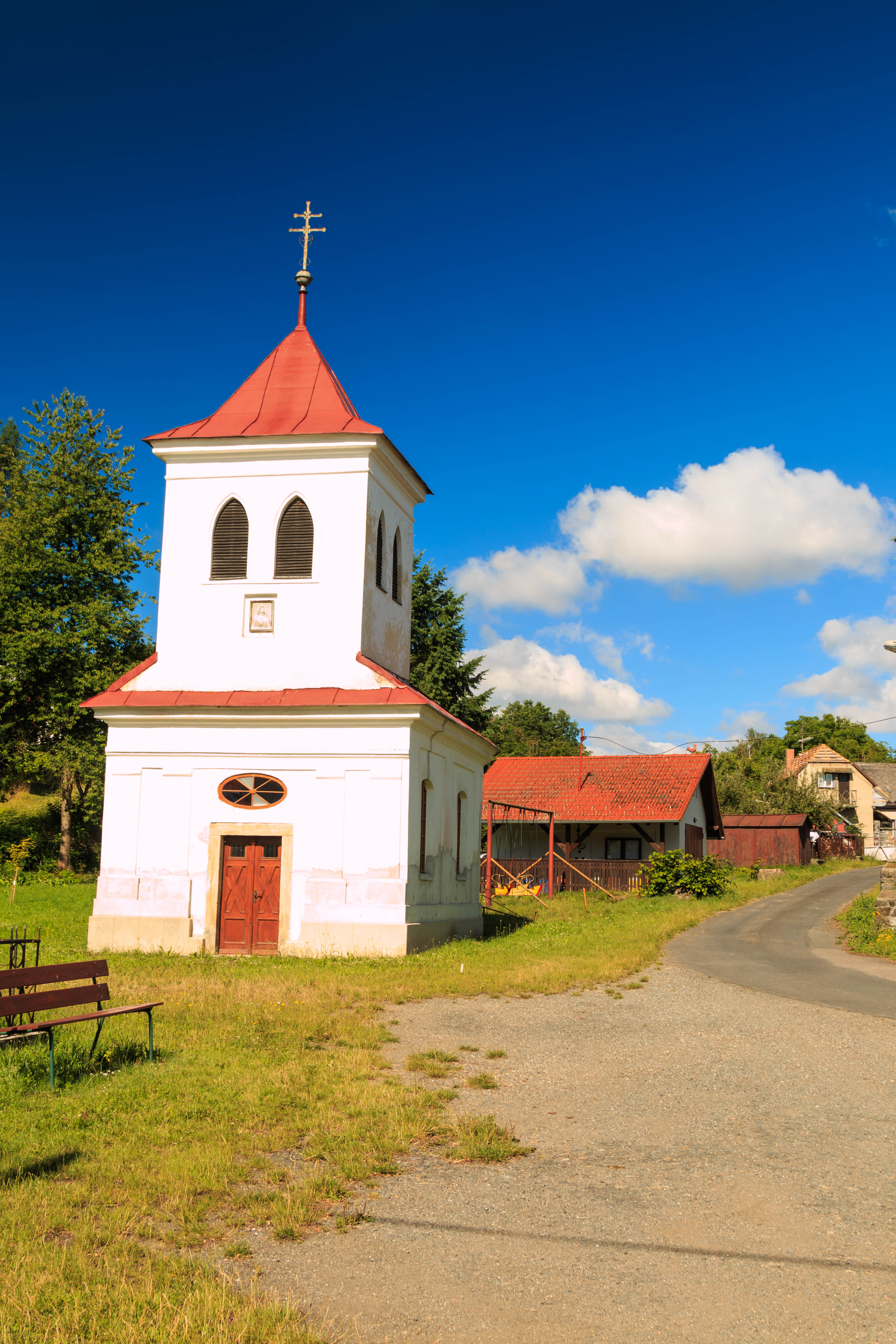
Kapelle

- Kapelle des Hl. Johannes von Nepomuk in der Ortsmitte, erbaut im 19. Jahrhundert